# 深澳村
深澳村是中国浙江省西北部桐庐县江南镇下辖的一个村。

## 历史文化
2007年5月31日，深澳村公布为第三批中国历史文化名村。
2013年8月26日，深澳村公布为第二批中国传统村落。
2017年1月13日,深澳建筑群公布为第七批浙江省文物保护单位。